# Roman Oreshnikov
Roman Oreshnikov est un bobeur russe né le 6 février 1983. 

## Palmarès

### Championnats monde
- : médaillé d'argent en bob à 4 aux championnats monde de 2008.